# Novokondakove, Snihurivka
Novokondakove (în ucraineană Новокондакове) este un sat în comuna Novovasîlivka din raionul Snihurivka, regiunea Mîkolaiiv, Ucraina.

## Demografie
Componența lingvistică a localității Novokondakove
     Ucraineană (97,36%)
     Rusă (2,26%)
     Alte limbi (0,38%)
Conform recensământului din 2001, majoritatea populației localității Novokondakove era vorbitoare de ucraineană (97,36%), existând în minoritate și vorbitori de rusă (2,26%).